# Kuban (Schiff)
Die Kuban war ein U-Boot-Begleitschiff der sowjetischen Marine, das ursprünglich als Waldemar Kophamel im Zweiten Weltkrieg für die deutsche Kriegsmarine gebaut wurde und danach bis in die 1970er Jahre in der sowjetischen Marine diente.
Das Schiff, benannt nach Waldemar Kophamel (1880–1934), einem U-Boot-Kommandanten im Ersten Weltkrieg, war das zweite von insgesamt acht geplanten Schiffen der Wilhelm-Bauer-Klasse, von denen allerdings nur vier auf Stapel gelegt und nur drei fertiggestellt wurden, das Typschiff Wilhelm Bauer, die Waldemar Kophamel und die Otto Wünsche.  Die drei Schiffe waren die größten Flottentender der Kriegsmarine.

## Bau und Technische Daten
Das Schiff lief am 15. Mai 1939 bei den Howaldtswerke Kriegsmarinewerft in Kiel mit der Baunummer 760 vom Stapel und wurde am 21. Oktober 1940 in Dienst gestellt. Es war 132,7 m lang (126,2 m in der Wasserlinie) und 16 m breit, hatte einen Tiefgang von 4,97 m und verdrängte 5600 t. Es war mit vier (ab 1944 nur noch zwei) 10,5-cm L/45-Flak, ab 1944 einer 4-cm-Flak Bofors, zwei 3,7-cm-Flak und vier (ab 1944 zwölf) 2-cm-Flak bewaffnet. Die Besatzung zählte 289 Mann, und das Schiff bot bis zu 423 Mann U-Boot-Besatzungen Unterkunft. Zwei Propeller und vier MAN-Dieselmotoren mit zusammen 12.400 PS verliehen dem Schiff eine Höchstgeschwindigkeit von 20,5 Knoten.  Der Aktionsradius betrug 9000 Seemeilen bei 15 Knoten Marschgeschwindigkeit.

## Kriegsmarine
Das Schiff wurde Begleitschiff bei der 27. U-Flottille, ab Februar 1941 bei der 24. U-Flottille und ab Februar 1942 wieder bei der 27. U-Flottille. Kommandanten waren Korvettenkapitän Erich Langer (Oktober 1940 – Juni 1944) und Kapitänleutnant Mollandin (Juni 1944 – Dezember 1944).  Am 18. Dezember 1944 wurde das Schiff durch britische Fliegerbomben in Gotenhafen versenkt.

## Sowjetische Marine
Die Sowjetische Marine ließ das Schiff 1949/50 heben und von September 1951 bis Oktober 1955 auf der Neptun Werft in Rostock grundüberholen. Das Schiff wurde am 5. September 1951 mit dem Namen Kuban (russ.: Кубань) in die Seekriegsflotte aufgenommen und diente nach seiner Fertigstellung bis zum 17. September 1973 bei der Nordflotte. Danach wurde es noch bis zum 9. Februar 1978 als Wohnschiff PKZ-12 benutzt und dann außer Dienst gestellt und abgewrackt.